# Tortilia
Tortilia is een geslacht van vlinders van de familie Stathmopodidae.

## Soorten
- T. charadritis (Meyrick, 1924)
- T. flavella Chretien, 1908
- T. graeca Kasy, 1981
- T. hemitorna Meyrick, 1913
- T. pallidella Kasy
- T. parathicta (Meyrick, 1913)
- T. rimulata (Meyrick, 1920)
- T. viatrix Busck, 1934